# El club (pel·lícula)
El club és una pel·lícula xilena de 2015 dirigida per Pablo Larraín. Va ser exhibida al 65è Festival Internacional de Cinema de Berlín, on va guanyar l'Ós de Plata-Gran Premi del Jurat.
El setembre de 2015, el film va ser seleccionat per a representar Xile en la competició pels premis Oscar. El desembre del mateix any, es va convertir en la segona pel·lícula xilena a ser nominada a un Globus d'Or en la categoria de millor pel·lícula en llengua no anglesa.
El film és un drama centrat en un grup de sacerdots catòlics criminals, als qui l'Església amaga en una casa d'un poble remot.

## Argument
Sota l'atenta mirada d'una dona que els cuida, quatre sacerdots viuen en una petita casa a la localitat de La Boca, comuna de Navidad, Regió d'O'Higgins, Xile. Tots ells van cometre actes censurables i es troben en aquesta retirada llar castigats per les autoritats eclesiàstiques. La dona és una monja i la casa serveix d'amagatall per a sacerdots pecadors.
Tots aconsegueixen establir una rutina entrenant a un gos llebrer de carreres fins que un dia arriba un cinquè sacerdot. Es tracta d'un pederasta que els recorda les desgràcies del seu passat. La fràgil estabilitat que s'havia aconseguit crear es trenca ràpidament després d'una sèrie d'esdeveniments foscos que provocaran l'arribada d'un sisè sacerdot que té com a objectiu investigar el que succeeix a la casa.

## Repartiment
| Intèrpret           | Personatge   |
| ------------------- | ------------ |
| Alfredo Castro      | Pare Vidal   |
| Roberto Farías      | Sandokan     |
| Antonia Zegers      | Mare Mónica  |
| Marcelo Alonso      | Pare García  |
| Alejandro Goic      | Pare Ortega  |
| Jaime Vadell        | Pare Silva   |
| Alejandro Sieveking | Pare Ramírez |
| José Soza           | Pare Lazcano |
| Francisco Reyes     | Pare Alfonso |
| Paola Lattus        | Peixatera    |

## Premis i nominacions
El film ha rebut les següents nominacions i guardons:
- Festival Internacional del Nou Cinema Llatinoamericà de l'Havana: Millor pel·lícula
- Premis Fènix: Millor pel·lícula, Millor director, Millor actor i Millor guió[10]
- Festival Internacional de Cinema de Mar del Plata: Millor Guió i Millor Actor
- Premis Platino: Millor Guió